# Crossothamnus pascoanus
Crossothamnus pascoanus là một loài thực vật có hoa trong họ Cúc. Loài này được M.O.Dillon & B.L.Turner mô tả khoa học đầu tiên.